# روتاری راکت
روتاری راکت (انگلیسی: Rotary Rocket) شرکت هوافضای آمریکایی است، که در سال ۲۰۰۱ تأسیس شد.